# Gao Xiang (kunstschilder)

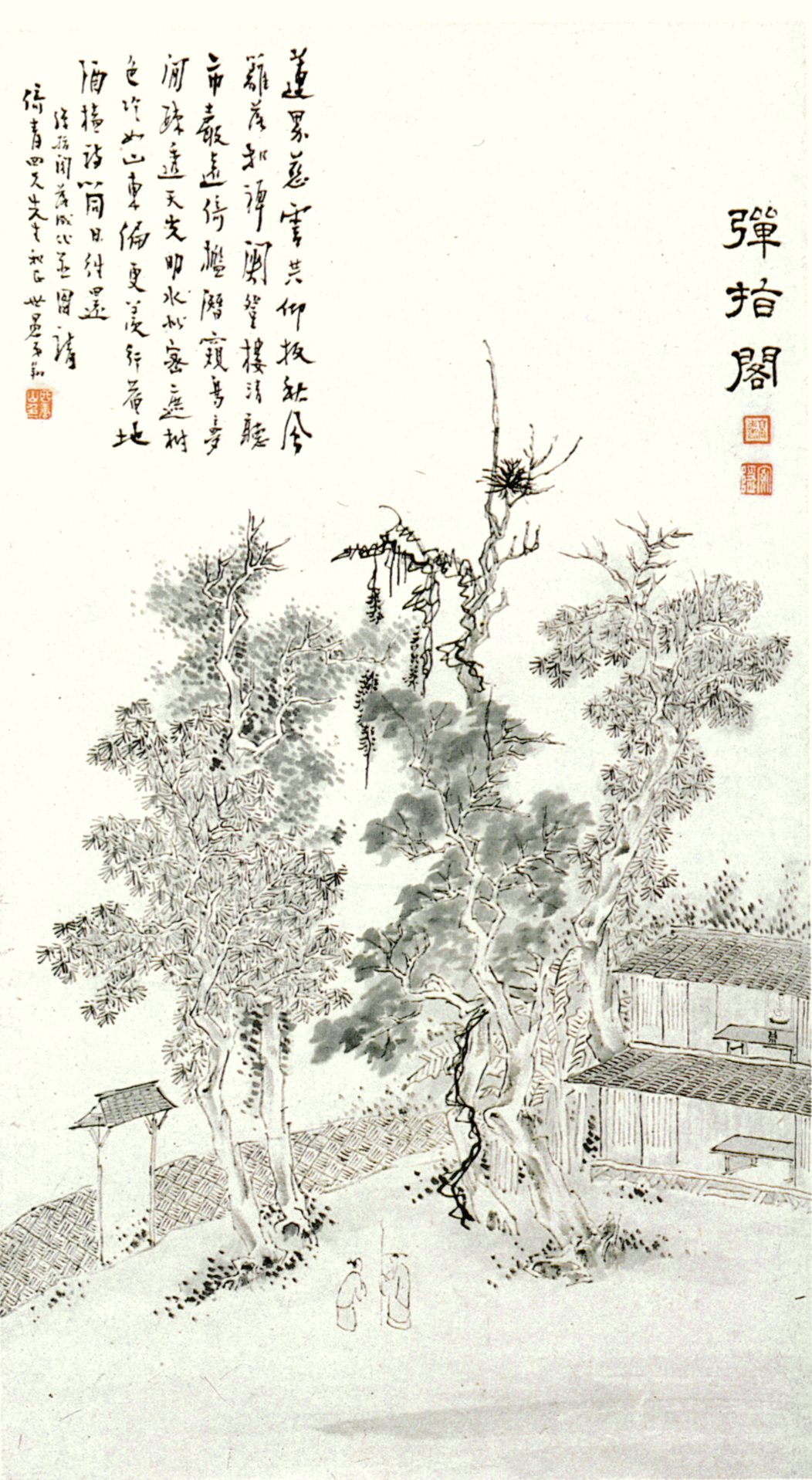
De Tanzhi-paviljoen (弹指阁), hangende rol met gewassen inkt op papier

Gao Xiang (高翔; 1688–1753) was een Chinees kunstschilder uit Ganquan, het huidige Yangzhou in Jiangsu. Hij behoort tot de canon van de Acht Excentriekelingen van Yangzhou; een groep schilders in de vroege Qing-periode die orthodoxe ideeën over de schilderkunst verwierpen ten bate van een eigen expressieve stijl.
Gao leefde in armoede, al was hij een bedreven schilder van landschappen en vogel- en bloemschilderingen. Hij bekwaamde zich met name in het schilderen van pruimenbloesem. Gao had een grote bewondering voor de schilderkunst van Shitao (1642–1707).
- Bibliothèque nationale de France: cb16736070f (data)
- Gemeinsame Normdatei: 1150244372
- International Standard Name Identifier: 0000 0000 6380 1201
- Library of Congress Control Number: n88107563
- Nationale bibliotheek van Australië: 36657996
- Système universitaire de documentation: 177039310
- Trove: 1370504
- Virtual International Authority File: 63095957
- WorldCat: E39PBJg8HrRjttpgmYxmMxf8YP